# Yekusiel Yehudah Halberstam

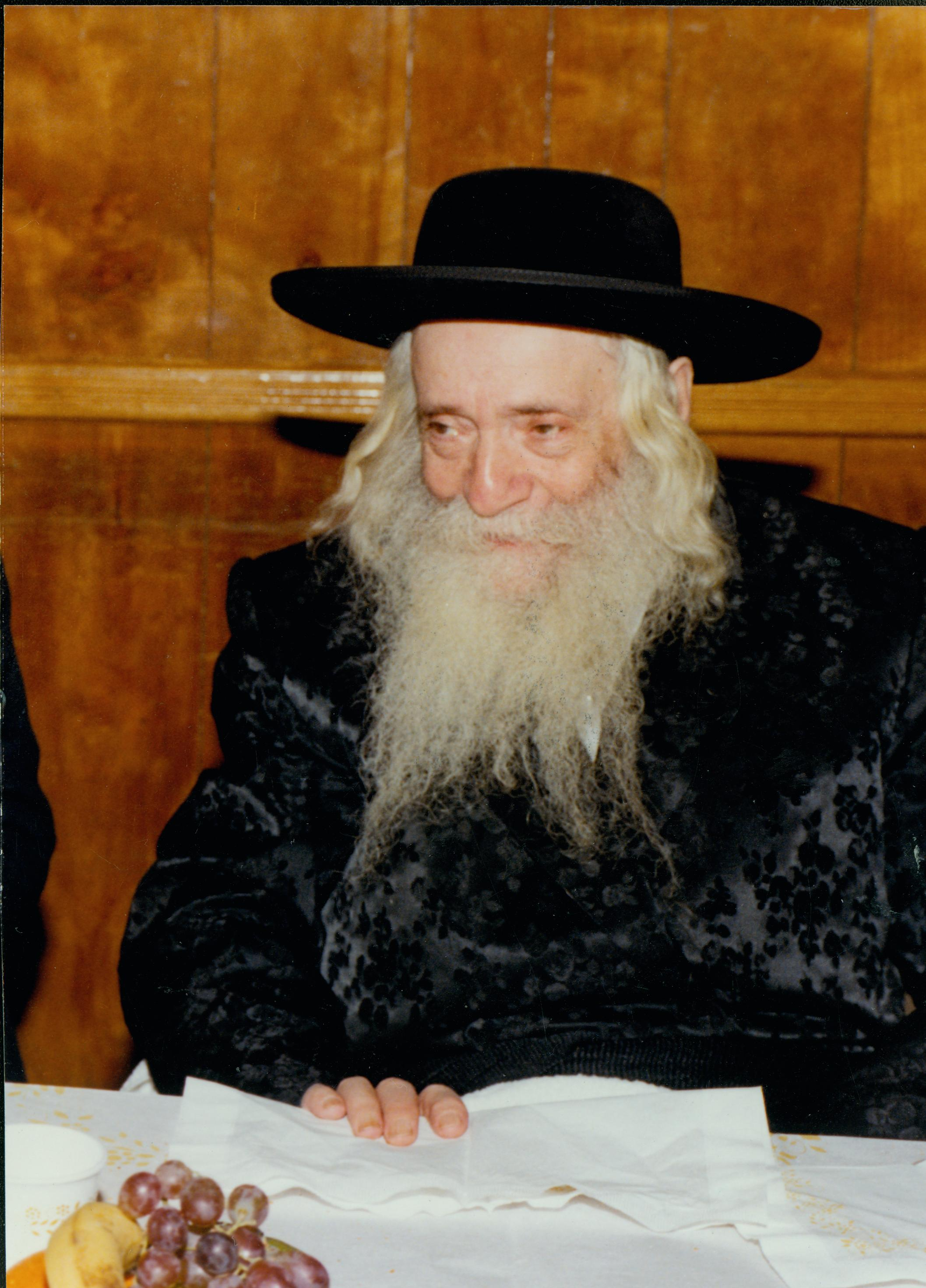

Yekusiel Yehudah Halberstam (n. 10 ianuarie 1905, Rudnik nad Sanem, voievodatul Subcarpatia, Polonia – d. 18 iunie 1994, Netania, Israel) a fost un rabin român originar din Polonia, fondatorul si primul mare Rebbe al dinastiei hasidice Sanz-Klausenburg.